# Sidi Hsaine
Sidi Hsaine (àrab سيدي احساين) és una comuna rural de la província de Taroudant de la regió de Souss-Massa. Segons el cens de 2014 tenia una població total de 7.418 persones.